# La vie et la passion de Jésus Christ
La vie et la passion de Jésus Christ (französisch für ‚Das Leben und die Passion des Jesus Christus‘) ist eine Bibelverfilmung von Ferdinand Zecca und Lucien Nonguet, die für die Filmfirma Pathé Frères produziert wurde. Der Film entstand innerhalb einer dreijährigen Produktionszeit und wurde im Mai 1903 in Frankreich veröffentlicht. In Amerika wurde er am 26. März 1904 unter dem Titel The Passion Play durch die Filmfirma von S. Lubin veröffentlicht.

## Handlung
Der Film ist in 32 Einzelkapitel unterteilt.
Der Film beginnt damit, dass ein Engel der Jungfrau Maria berichtet, dass ihr bald ein Sohn geboren wird, den sie Jesus nennen soll. In Betlehem wird Jesus schließlich durch wundersame Weise geboren und ein Stern verkündet den Hirten und den drei Weisen aus dem Morgenland die Geburt. Bald darauf kommt es zu einem Massaker, bei dem sämtliche Kleinkinder in Betlehem getötet werden außer Jesus, da seine Familie nach Ägypten fliehen kann. Jesus erlernt früh von seinem Vater das Handwerk eines Zimmermanns und belehrt im Alter von 12 Jahren die Gelehrten im Tempel. 
Im Alter eines jungen Mannes wird er von Johannes der Täufer getauft und Gott offenbart sich in ihm. Bei der Hochzeit zu Kana verwandelt Jesus schließlich Wasser in Wein. Wenig später trifft er auf Maria Magdalena, die ihm die Füße wäscht. Im Laufe des Films vollbringt Jesus zahlreiche Wunder wie die Auferstehung des Lazarus.
Auf dem Berg der Verklärung erscheinen ihm und den Jüngern während des Gebets Mose und Elija. Außerdem verändert sich die Kleidung Jesu sichtlich. Als er wenig später in die Stadt Jerusalem einzieht, wird er feierlich empfangen. Wenig später säubert er den Tempel von den Geldwechslern und Händlern.
Nachdem Jesus mit seinen Jüngern das letzte Abendmahl abhält, spricht er von dem Verrat an ihm, und die späteren Ereignisse zeigen, welche Folgen dies hat. Judas Iskariot wird ihn verraten und mit einem Kuss entlarven, während ihn Petrus mit Gewalt zu retten versucht, die Waffe allerdings auf Geheiß Jesu fallen lässt. 
Jesus wird vom Rat zum Tode verurteilt und Petrus verleumdet seine Jesus-Nachfolge vor den Menschen der Stadt. Pontius Pilatus lässt dem Volk die freie Entscheidung, ob nun Jesus oder Barabbas sterben soll. Sie entscheiden sich dafür, dass Jesus sterben soll. Er wird vor seinem Tod geschlagen, verspottet und gepeinigt.
Auf dem Weg zu seiner Kreuzigung bricht er unter dem Gewicht des Kreuzes zusammen und erhält Hilfe von einem Passanten namens Simon von Kyrene. Mit diesem gehen sie zusammen zum Kreuzigungsberg Golgota. Dort wird Jesus ans Kreuz geschlagen und verstirbt. Währenddessen zucken Blitze auf und ein römischer Soldat erwacht aus seinem Schlaf und verletzt den Körper Jesu. 
Jesus wird in sein Grab getragen. Das Grab wird durch Soldaten streng bewacht, allerdings schlafen diese ein, als vier Engel erscheinen und den schweren Grabstein anheben. Jesus ist auferstanden und schwebt über den Köpfen der verängstigten Soldaten, die allesamt fliehen. Er lebt schließlich für einige Zeit wieder zusammen mit seinen Jüngern und erklärt ihnen noch einige Details über das Reich Gottes und ihre Aufgabe als Apostel. 
Schließlich endet der Film damit, dass Jesus seine Himmelfahrt vor den Augen der Apostel erlebt und an der Seite Gottes sitzen darf.

## Hintergrund
Die Szenen erinnern den Zuschauer extrem an die Kunstwerke der Geschichte. Das berühmteste Beispiel ist das letzte Abendmahl von Leonardo da Vinci, das in diesem Film nachgebildet wurde. Insgesamt ist der Film in 32 Kapitel unterteilt. Trotz aller Sorgfalt bei der Auswahl der Szenen sind in diesem Film einige kleinere Ungereimtheiten wie z. B. das Schließen von Gardinen oder die wundersame Geburt Jesu zu finden. Im biblischen Bericht hingegen ist zu lesen, dass Maria hochschwanger in Betlehem ankam und nicht mit einem dünnen Bauch wie in diesem Film. Die drei Weisen aus dem Morgenland kamen vermutlich erst einige Jahre später zu Jesus, somit wurde dieser Teil aus dem populären Volksglauben entnommen.
Zwischen jeder wichtigen und bedeutsamen Szene ist eine Titelcard mit dem aktuellen Thema der Szene zu sehen. Bei den englischsprachigen schwarzen Titelcards unten ist links und rechts das Logo mit dem Hahn der Filmfirma Pathé Frères zu finden. In dem Jahr der Veröffentlichung war der Film der längste Spielfilm seiner Art. 
Der Film wurde nicht, wie frühere Filme, mit einer starren Kamera gedreht, sondern beinhaltete schon Kameraschwenks. Einige Szenen des Filmes wurden von Hand koloriert, hierbei wurden vor allem wichtige Symbole des christlichen Glaubens herausgearbeitet wie zum Beispiel der Stern von Betlehem und die Szene auf dem  Berg der Verklärung.

## Auszeichnungen
1995 wurde der La vie et la passion de Jésus Christ in die Filmliste des Vatikans aufgenommen, die insgesamt 45 Filme umfasst, die aus Sicht des Heiligen Stuhls besonders empfehlenswert sind.